# Leptocera bajaminuta
Leptocera bajaminuta är en tvåvingeart som beskrevs av Marshall 1982. Leptocera bajaminuta ingår i släktet Leptocera och familjen hoppflugor. Inga underarter finns listade i Catalogue of Life.